# Pedro de Castilla (m. 1283)
Pedro de Castilla (1260 ó 1261 - Ledesma, octubre de 1283), Infante de Castilla e hijo del rey Alfonso X de Castilla y de la reina Violante de Aragón.
Fue señor de Ledesma, Cabra, Alba de Tormes, Montemayor del Río, Salvatierra, Miranda del Castañar, Galisteo, y Granadilla, y también poseía toda la ribera del Río Coa y las villas de Sabugal, Castelo Rodrigo, y Alfaiates, que actualmente se encuentran en territorio portugués. Y desde 1282 hasta su muerte fue el canciller mayor de los reinos de Castilla y León.

## Orígenes familiares
Fue el séptimo de los hijos nacidos del matrimonio entre Alfonso X de Castilla y la reina Violante de Aragón, y entre sus hermanos varones ocupaba el tercer lugar, tras los infantes Fernando de la Cerda y Sancho de Castilla, que en 1284 llegaría a reinar como Sancho IV. Por parte paterna era nieto del rey Fernando III de Castilla y de su primera esposa, la reina Beatriz de Suabia, y por parte materna era nieto del rey Jaime I de Aragón y de la reina Violante de Hungría.
Además, fue hermano del célebre infante Juan de Castilla el de Tarifa, que murió en 1319 en el Desastre de la Vega de Granada, de Violante de Castilla, que contrajo matrimonio con Diego López V de Haro, señor de Vizcaya, y de Jaime de Castilla, que fue señor de los Cameros. Y también fue hermanastro de Alfonso Fernández el Niño, que era hijo de Alfonso X y de Elvira Rodríguez de Villada y fue señor consorte de Molina y Mesa por su matrimonio con Blanca Alfonso de Molina.

## Biografía

### Infancia y adolescencia

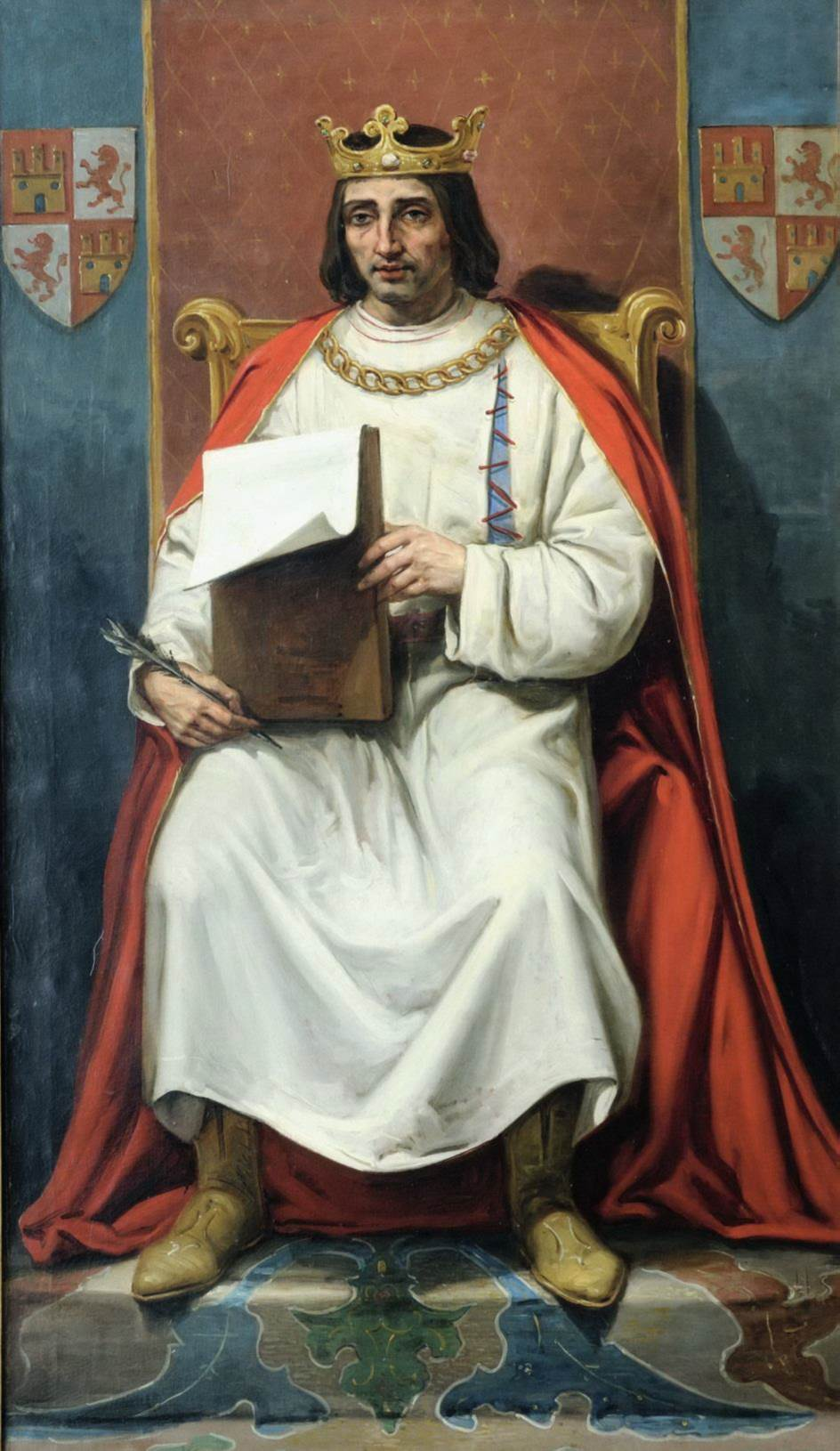
Retrato imaginario de Alfonso X de Castilla. José María Rodríguez de Losada. (Ayuntamiento de León).

Se desconoce su fecha exacta de nacimiento, pero algunos autores afirman que debió nacer en la ciudad de Sevilla en algún momento comprendido entre el día 15 de mayo y el 27 de julio de 1260, aunque Manuel González Jiménez afirmó, al igual que el padre Enrique Flórez, que debió nacer en 1261, y hay constancia de que ya había nacido en junio de este último año, pues en esa fecha su nombre aparece en un privilegio emitido por su padre.
En 1262 el nombre del infante Pedro figura entre los confirmantes del privilegio, otorgado el día 27 de abril de ese mismo año en Sevilla, por el que su padre cedió a Martín Alfonso de León, hijo ilegítimo de Alfonso IX de León, y a su esposa María Méndez de Sousa, los lugares de Pereña de la Ribera y Villares de Yeltes, a condición de que si no tuvieran hijos esos bienes retornarían a la Corona. Y en 1269 su hermano Fernando de la Cerda se casó con Blanca de Francia, hija del rey Luis IX de Francia, y con motivo de esa boda el novio armó caballeros a sus hermanos Pedro y Juan, aunque el infante Sancho se negó a recibir las espuelas de caballero de manos de su hermano mayor, según consta en la Crónica de Alfonso X:

É el día quel infante don Ferrando ovo a fazer sus bodas resçibieron dél cauallería el infante don Juan e el infante don Pedro...Et quisiera el rey don Alfonso que ese día resçibiera cauallería el infante don Sancho dél infante don Ferrando, su hermano, mas el infante don Sancho, desque lo sopo, non quiso esperar en casa del rey e fuése a casa del infante don Pedro de Aragón, su tío.

Y Manuel González Jiménez señaló que fue el rey Jaime I de Aragón quien aconsejó al infante Sancho, que era su nieto, que no aceptara ser armado caballero por nadie a excepción de su padre, el rey Alfonso X. Y, por otra parte, conviene señalar que Faustino Menéndez Pidal de Navascués afirmó que no ha llegado hasta nuestros días ningún «testimonio heráldico» que represente el escudo de armas que usaba el infante Pedro de Castilla, pero basándose en el que usó su hermano menor, el infante Juan, señaló que posiblemente usó el que había pertenecido al infante Felipe de Castilla, que era tío carnal suyo y había fallecido en 1274. Y hay constancia también de que ese mismo escudo sería usado desde 1311 por otro infante de Castilla llamado Pedro, que era hijo de Sancho IV y sobrino carnal del infante Pedro.
El nombre del infante Pedro también figura entre los confirmantes del privilegio, otorgado en Ávila el día 27 de mayo de 1273, por el que su padre confirmó al monasterio de Sancti Spiritus de Salamanca y a la puebla de Sancti-Spíritus de Salamanca todos sus fueros y buenos usos, y conviene señalar que el infante Pedro, debido a su condición de hijo del rey, era un personaje muy influyente en la Corte, y fue convocado a ella cuando su padre viajó a Europa con la intención de ser coronado emperador del Sacro Imperio Romano Germánico. Y a finales de 1274 el infante Pedro acompañó, junto con su madre, sus hermanos Juan y Jaime y su tío Manuel a Alfonso X cuando, pasando por Valencia y Francia, se dirigía a Alemania para ser coronado emperador, en la empresa conocida como el Fecho del Imperio.
En 1275 murió su hermano Fernando de la Cerda, y ese mismo año Alfonso X regresó a Castilla y a su paso por Narbona, según afirma Manuel González Jiménez, concertó el matrimonio de su hijo Pedro con Margarita de Narbona, que era hija de Aimery VI de Narbona, vizconde de Narbona, y de Sibila de Foix. Y desde Narbona los hermanos de Margarita, incluyendo al vizconde Aimery, acompañaron a Alfonso X hasta que llegó a Gerona.

### El sitio de Algeciras (1278-1279)

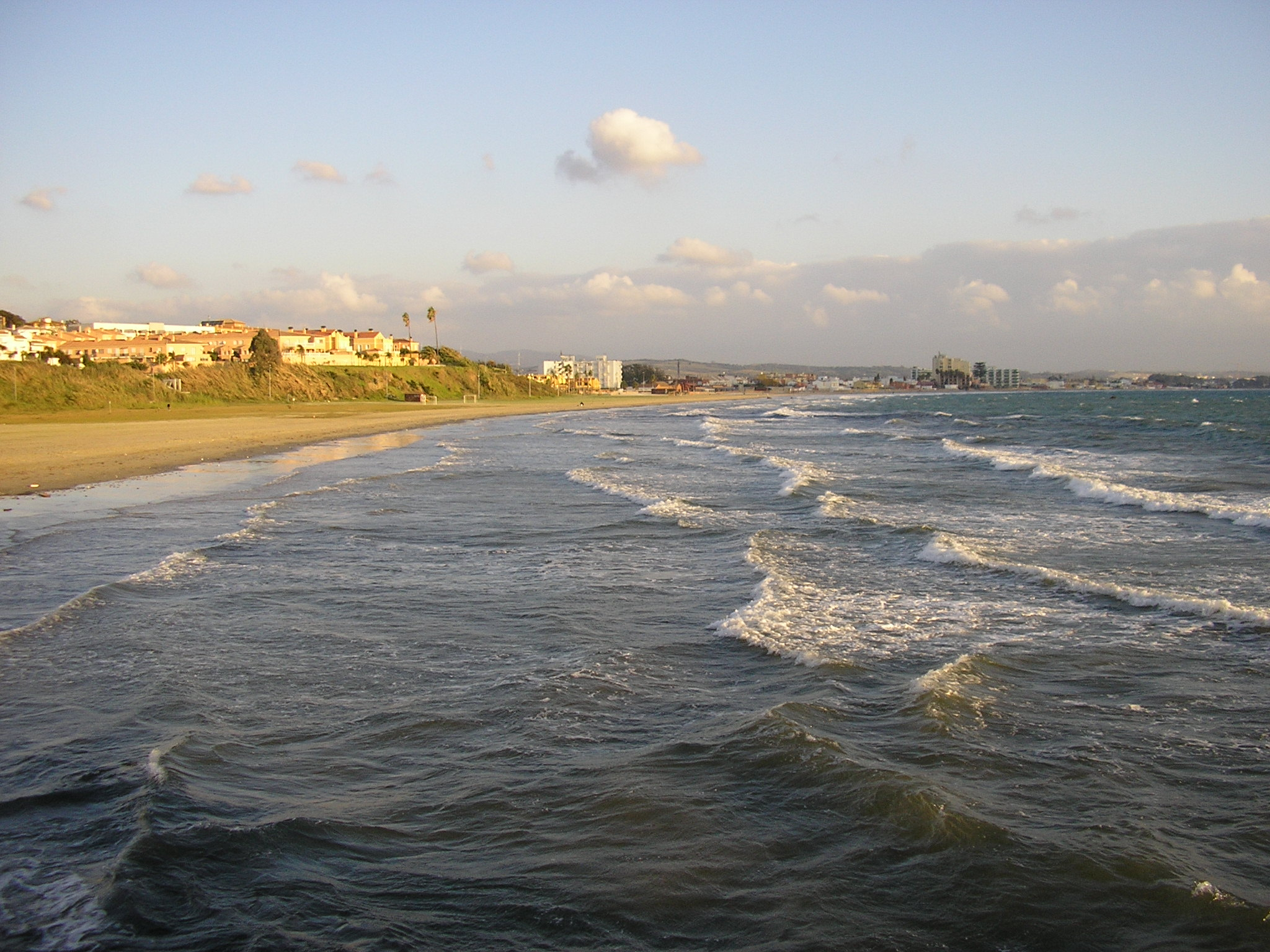
Playa del Rinconcillo en Algeciras. (Provincia de Cádiz).

En el sitio de Algeciras, que comenzó a ser bloqueada por mar en agosto de 1278, el rey puso al infante Pedro al frente de las tropas castellanas que sitiaron la ciudad por tierra, aunque en todo momento estuvo asesorado por su hermanastro Alfonso Fernández el Niño, que era hijo ilegítimo de Alfonso X y contaba con más experiencia en asuntos militares, por lo que su padre le encomendó la dirección de la vanguardia de la expedición. Y la Crónica de Alfonso X afirmó que las tropas castellanas que se dirigían a asediar Algeciras salieron de Sevilla, ciudad en la que se habían concentrado previamente, en marzo de 1278, aunque el asedio por tierra no comenzó, según algunos autores, hasta finales de febrero de 1279.
Alfonso X, sin embargo, permaneció en Toledo desde octubre de 1278 hasta mayo de 1279, y en junio de este último año llegó a Sevilla para poder vigilar más de cerca la evolución del asedio de Algeciras. Y el infante Sancho, mientras tanto, gobernaba Castilla en nombre de su padre y se aseguraba de que los recursos que recaudaba en todo el territorio el almojarife real Zag de la Maleha contribuyeran a mantener las tropas que asediaban Algeciras y la flota que bloqueaba la ciudad. Y González Jiménez señaló, basándose en la Crónica de Alfonso X, que los sitiadores llevaban «máquinas o engeños para asaltar y batir murallas», y también «truenos» o cañones.
Sin embargo, el asedio de Algeciras concluyó con un estrepitoso fracaso de los castellanos, debido entre otros factores a la falta de recursos, a las enfermedades, y al desánimo que cundió entre los sitiadores. Y según refieren las crónicas de la época, cuando el infante Pedro observó desde su campamento que la flota castellana que bloqueaba Algeciras había sido destruida, ordenó levantar el real y huyó hacia Jerez de la Frontera, dejando tras él numerosas máquinas de asedio, armas y otros bienes que no podían llevar con ellos, aunque algunos cronistas árabes señalaron que cuando los defensores de Algeciras tomaron el campamento cristiano se apoderaron de numerosos «despojos, dinero, frutas, odres, cebada y harina en cantidad inmensa», lo que según González Jiménez contradice totalmente lo manifestado en la Crónica de Alfonso X, donde se dice que la falta de provisiones entre los castellanos contribuyó de forma considerable al desastre sufrido por los cristianos, que después emprendieron la retirada hacia Sevilla.

### Matrimonio y campaña contra el reino de Granada (1279-1281)
El día 2 de junio de 1279 el infante Pedro fue uno de los confirmantes del privilegio por el que su padre concedió al monasterio de Sancti Spiritus de Salamanca y a su abadesa, María Méndez de Sousa, una serie de exenciones y otras mercedes. Y a finales de 1279 su padre le cedió la villa y el castillo de Cabra, situados en la provincia de Córdoba, como recompensa por su actuación en el fracasado sitio de Algeciras de 1278, y hay documentos que certifican que ese mismo año el infante Pedro ya ocupaba la tenencia de esa villa cordobesa.
 

Y en otro privilegio por el que Alfonso X donaba a la Orden de Calatrava la villa de Cazalla de la Sierra a cambio de la de Cerraja, que fue otorgado el día 15 de diciembre de 1279, se menciona al infante Pedro ocupando el segundo lugar entre sus hermanos varones cuando se dice que Alfonso X «con la Reyna doña Yolant mi muger y con nuestros fijos el Infante don Sancho fijo mayor y heredero, y con don Pedro, y D. John, y D. Jaymes».

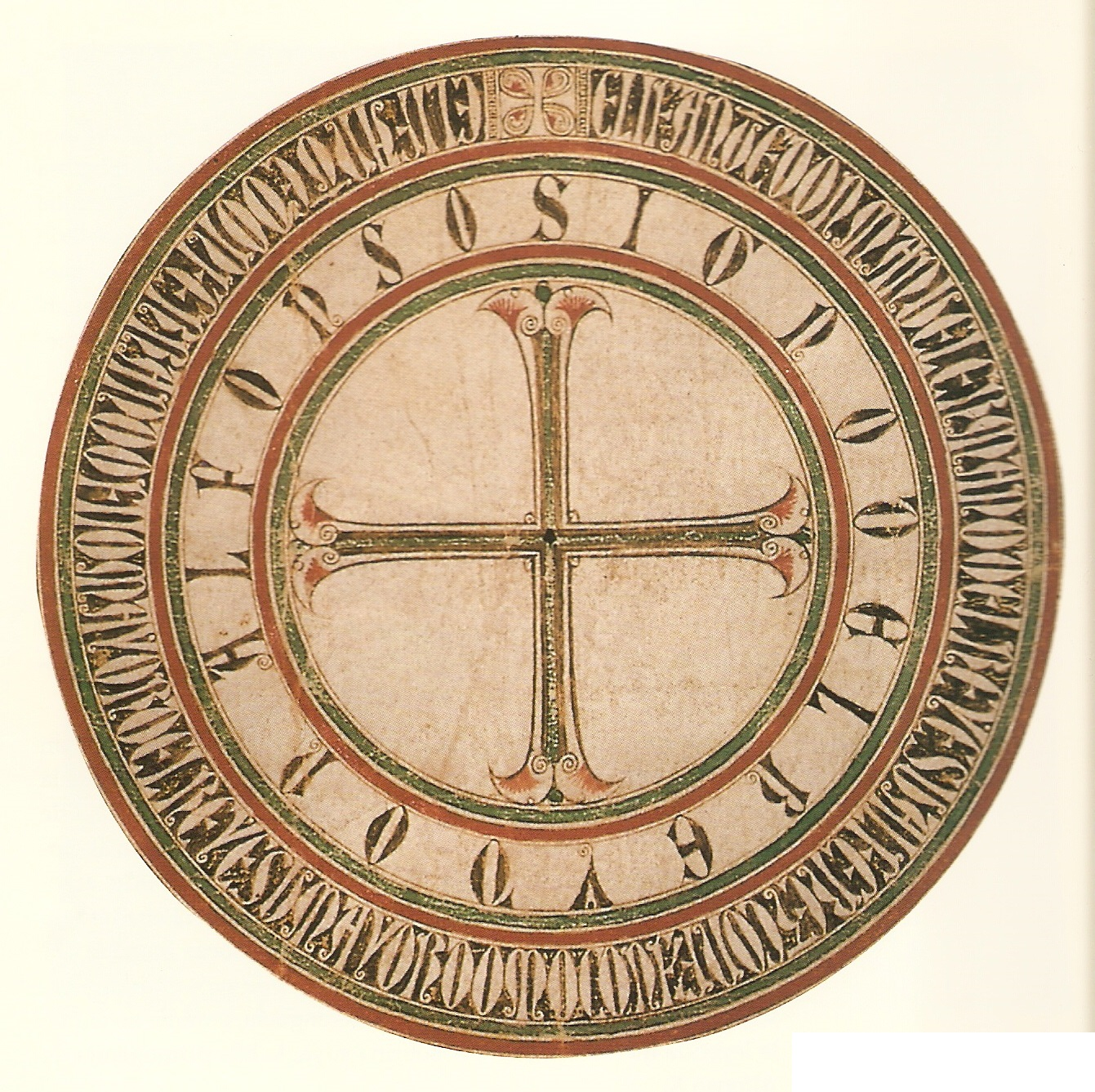
Rueda de un privilegio rodado otorgado por Alfonso X de Castilla al monasterio de San Clemente de Sevilla.

A principios de 1280 el infante Pedro estuvo presente junto con todos sus hermanos varones y con su tío, el infante Manuel de Castilla, en la Asamblea de Badajoz, que según González Jiménez comenzó en febrero de 1280 y se prolongó probablemente hasta principios del mes de marzo. Y en dicha asamblea, que según el mismo historiador tuvo el carácter de Cortes o al menos de «ayuntamiento» de los principales concejos castellanos, se trató el asunto del desastre ocurrido poco antes en Algeciras y se planeó una campaña contra los granadinos para el año siguiente, y posiblemente Alfonso X intentó conseguir además que su nieto Dionisio I de Portugal, que había comenzado a reinar en Portugal en 1279, le apoyase en su lucha contra los granadinos, lo que justificaría en opinión de dicho historiador que esa asamblea fuera convocada precisamente en Badajoz.
El día 17 de febrero de 1281 el infante Pedro contrajo matrimonio en la ciudad de Burgos con Margarita de Narbona, hija del vizconde Aimery VI de Narbona. Y ese mismo día su hermano, el infante Juan, se casó también en la ciudad de Burgos con Margarita de Montferrato, hija de Guillermo VII de Montferrato, marqués de Montferrato, y de Isabel de Gloucester, y con motivo de éstos matrimonios, el rey Alfonso X aprovechó la ocasión para armar caballero a su hijo menor, el infante Jaime de Castilla, que era señor de los Cameros, según consta en la Crónica de Alfonso X.
En 1281 el infante Pedro participó en la campaña que Alfonso X organizó contra el reino de Granada, y en la que también tomaron parte sus hermanos Sancho y Alfonso Fernández el Niño, que falleció en ese mismo año. El infante Pedro dirigía una de las columnas cristianas, y aunque se desconoce cuánto tiempo duró la campaña, sí hay constancia de que debió desarrollarse entre principios de junio y primeros de agosto de ese mismo año, ya que está documentado que el infante Sancho ya se encontraba en Córdoba, desde donde partió la expedición, el día 3 de junio, y también de que había regresado a la misma ciudad el día 8 de agosto. Y la campaña llevada a cabo por los castellanos fue tan violenta y devastadora que el rey Muhammad II de Granada solicitó una tregua y se comprometió si era necesario a entregar en concepto de parias a Alfonso X la tercera parte de todas sus rentas.

### Participación en la rebelión del infante Sancho y muerte (1281-1283)

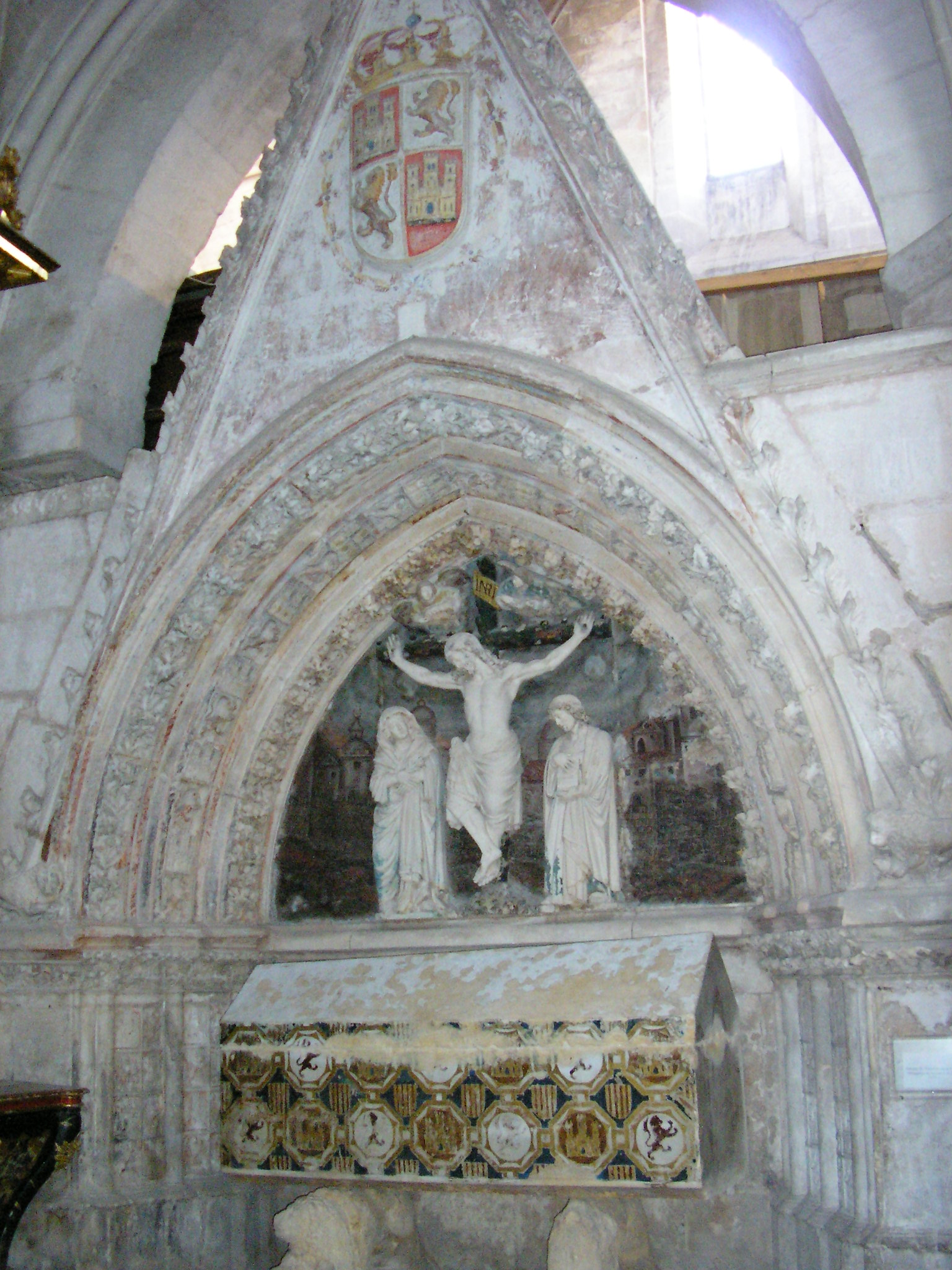
Sepulcro del infante Fernando de la Cerda. (Monasterio de las Huelgas de Burgos).

Tras la muerte del infante Fernando de la Cerda, que falleció en 1275 y era el heredero del trono, surgió un grave enfrentamiento por suceder a Alfonso X entre los infantes de la Cerda, que eran los hijos del fallecido Fernando, y el infante Sancho, que en esos momentos era el hijo mayor que quedaba con vida de Alfonso X. El infante Pedro apoyó a su hermano Sancho, y poco después de que se celebraran las Cortes de Sevilla de 1281 se produjo la ruptura definitiva entre Sancho y su padre. Y a finales de 1281, según consta en la Crónica de Alfonso X, los infantes Pedro y Juan se reunieron con su hermano Sancho en Córdoba y se comprometieron a apoyarle para que consiguiera el trono incluso si fuera necesario en contra de los deseos de su padre, por lo que la ruptura entre este último y ellos quedó consumada: «et pusieron su pleito con él que se ternían con él contra el rey don Alfonso su padre». Y el infante Sancho consiguió además en esos momentos, según señala González Jiménez, el apoyo del concejo de la ciudad de Córdoba.
A principios de 1282 el infante Sancho envió a su hermano Juan con cartas y poderes para conseguir el respaldo de las villas y ciudades del reino de León para su causa, donde Juan tenía muchos intereses y partidarios, y éste cumplió la misión satisfactoriamente y visitó, entre otras, las ciudades de Toro, Zamora, Benavente, Villalpando y Mayorga, y el infante Pedro, por su parte, fue a las ciudades de Salamanca y Ciudad Rodrigo con el mismo objetivo. Y mientras tanto, el infante Sancho intentaba mostrar que defendía los derechos y las libertades de los concejos de las villas y ciudades del reino y procuraba alentar el descontento que había en ellas contra su padre, y el día 19 de febrero otorgó un diploma en ese sentido a la ciudad de Toledo tras haberlo consultado con su tío, el infante Manuel, con sus hermanos Pedro y Juan, con los hidalgos y caballeros de los reinos de Castilla y León, y con los hombres buenos de las villas, según afirma González Jiménez. Y, por otra parte, hay constancia de que ya en 1282 el infante Pedro era señor de Ledesma, Granadilla, Miranda del Castañar, Galisteo y Montemayor del Río, y también consta que en ese mismo año también era señor de Sabugal y de Castelo Rodrigo, aunque actualmente estas últimas se encuentran en territorio portugués.
El día 5 de marzo de 1282 el infante Pedro estuvo en León con sus hermanos Juan y Sancho en una asamblea en la que estuvieron acompañados por los ricoshombres, los maestres de las órdenes militares y numerosos hombres buenos de los concejos. Y ese mismo día el infante Sancho confirmó al concejo leonés y a sus caballeros y demás habitantes todos los privilegios que les habían concedido los reyes Alfonso IX de León, Fernando III de Castilla y Alfonso X.
El día 22 de marzo de 1282 los infantes Manuel, Pedro, Juan y Sancho llegaron a Burgos y este último confirmó a la Orden de Santiago, tras haberlo consultado con aquellos, la posesión sobre los lugares de Zafra y Los Santos, que también eran reclamados por el concejo de la ciudad de Badajoz, y la sentencia que el infante Sancho emitió a favor de la Orden de Santiago en esa ocasión explicaría, según González Jiménez, que varios meses más tarde la ciudad de Mérida se negase a secundar la causa del infante en su rebelión contra su padre.

Y en la Asamblea de Valladolid, que tuvo lugar el día 20 de abril de 1282 y a la que asistió el infante Pedro, Alfonso X fue desposeído de todos sus poderes y rentas por los partidarios del infante Sancho, aunque continuó conservando el título de rey. Y uno de los cargos que imputaron al monarca en dicha asamblea fue el de haber mandado ejecutar en 1277 sin previa sentencia judicial al infante Fadrique de Castilla y a Simón Ruiz de los Cameros, señor de los Cameros, y González Jiménez subrayó el hecho de que en esos momentos la mayoría de las fuerzas políticas del reino apoyaban al infante Sancho en su rebelión contra su padre, incluyendo al infante Pedro, a la mayor parte de la familia real, y a los maestres de las órdenes militares, los ricoshombres y los concejos de las villas y ciudades. Y el día 22 de abril de 1282, dos días después de que se reuniera esa asamblea en Valladolid, los infantes Pedro y Juan penetraron de modo violento en los aposentos de los obispos de Burgos y Palencia, Fernando de Covarrubias y Juan Alfonso de Molina, y les exigieron que apoyaran al infante Sancho para que Alfonso X fuera desposeído de todos sus poderes, aunque los dos prelados se negaron a ello.

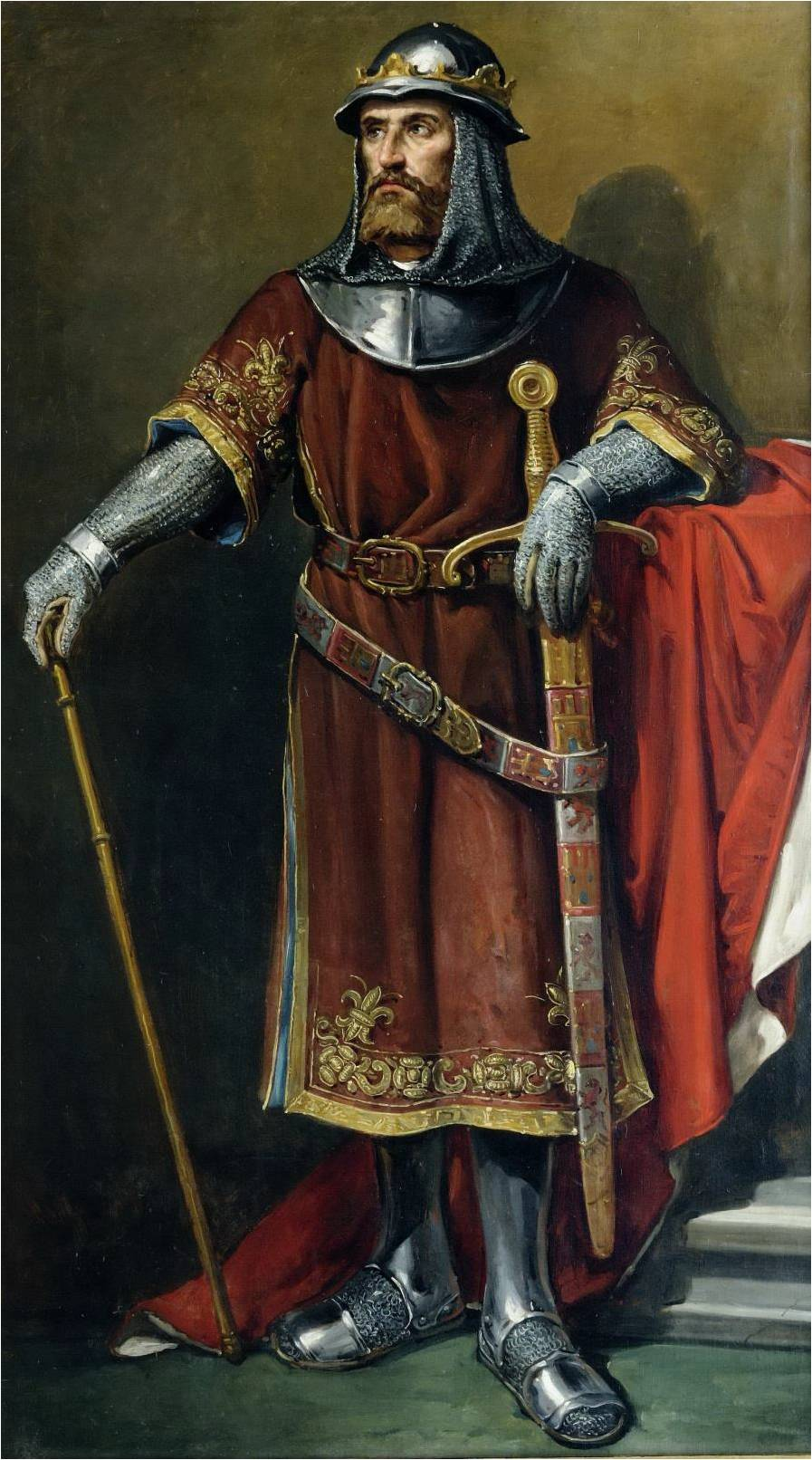
Retrato imaginario de Sancho IV de Castilla. José María Rodríguez de Losada. (Ayuntamiento de León).

Sin embargo, los nombres de los infantes Pedro, Juan y Jaime continuaron apareciendo en los privilegios emitidos en esa época por Alfonso X, lo que podría significar, como señaló González Jiménez, que el rey ignoró lo ocurrido en Valladolid y facilitó el regreso a su lado de todos los que apoyaban al infante Sancho, ya que sabía que en la asamblea vallisoletana no todos los asistentes habían coincidido en sus puntos de vista, y que los obispos de Burgos, León y Palencia se habían desvinculado de lo que allí se acordó y en un acta notarial que redactaron cuando abandonaron la asamblea afirmaron «que se habían sentido coaccionados».
El día 22 de julio su hermano Sancho se casó en Toledo con María de Molina, hija del infante Alfonso de Molina y nieta de Alfonso IX de León, y en el verano de ese mismo año el infante Sancho fue informado de que sus hermanos Pedro y Juan estaban, en palabras de González Jiménez, «revolviendo el reino de León» en su contra. Y según consta en la Crónica de Alfonso X, poco después el rey Alfonso X prometió a su hijo Pedro entregarle el reino de Murcia si abandonaba al infante Sancho, con el título de rey y las insignias reales, y dicha proposición hizo dudar al infante entre si seguir apoyando a su hermano mayor o volver a someterse a la autoridad de su padre.
Y cuando el infante Sancho, que se encontraba en Alcántara, fue informado de dicho proyecto, se dirigió rápidamente a Ledesma, donde se encontraba su hermano Pedro y, al tiempo que le reprochaba sus intenciones le ofreció el cargo y las rentas derivadas de la cancillería mayor junto con la villa de Tordesillas, que era lo que el infante Pedro le había solicitado, si permanecía fiel a él, aunque el historiador Gervasio Velo y Nieto señaló que el infante Sancho le prometió que le entregaría todo eso cuando subiera al trono. Y el infante Pedro accedió y ambos hermanos continuaron siendo aliados y se dirigieron después a Palencia, aunque el infante Pedro aún deseaba volver a someterse a la autoridad de su padre y cautelosamente seguía negociando con los partidarios de éste.
En 1282 el infante Pedro ya desempeñaba el cargo de canciller mayor de Castilla y también del reino de León, y ejerció esos cargos como recompensa por apoyar a su hermano Sancho en su rebelión contra el padre de ambos. Y según afirmó Jaime de Salazar y Acha, esta fue la primera ocasión en que el cargo de canciller no fue ocupado por alguien del sector «burocrático y clerical», y también que habrían de transcurrir otros cuarenta años aproximadamente hasta que volvió a ejercerlo alguien «de las mismas características», refiriéndose con ello a Garcilaso I de la Vega, que era seglar y fue valido de Alfonso XI de Castilla.
Antes de que el infante Pedro fuera nombrado canciller de los reinos de Castilla y León, esos cargos habían sido tradicionalmente ocupados, respectivamente, por los arzobispos de Toledo y Santiago de Compostela, y durante la rebelión del infante Sancho las cancillerías de ambos reinos mantuvieron una estructura similar a la que tuvieron en tiempos de Alfonso X, aunque en esta época hubo en ellas una intensísima actividad, lo que demuestra, en opinión de José Manuel Nieto Soria, que la mayor parte del reino había reconocido la autoridad del infante Sancho.
 

Y durante el tiempo en que el infante Pedro fue el canciller mayor, su nombre aparece ejerciendo ese cargo en los privilegios que su hermano, el infante Sancho, ordenó expedir desde la ciudad de Córdoba, donde estaba en esos momentos su cancillería. Y también hay constancia de que durante la rebelión contra Alfonso X el notario mayor de León era Gómez García, abad de Valladolid e «inspirado poeta», según afirmó Pascual Martínez. Y por otra parte, Manuel Villar y Macías afirmó que el infante Pedro consiguió que la ciudad de Salamanca permaneciese fiel a Alfonso X, y que en 1283 intentó conquistar Ciudad Rodrigo, aunque su hermano Sancho, que estaba en Extremadura, acudió precipitadamente y consiguió que volviera a apoyarle a él.

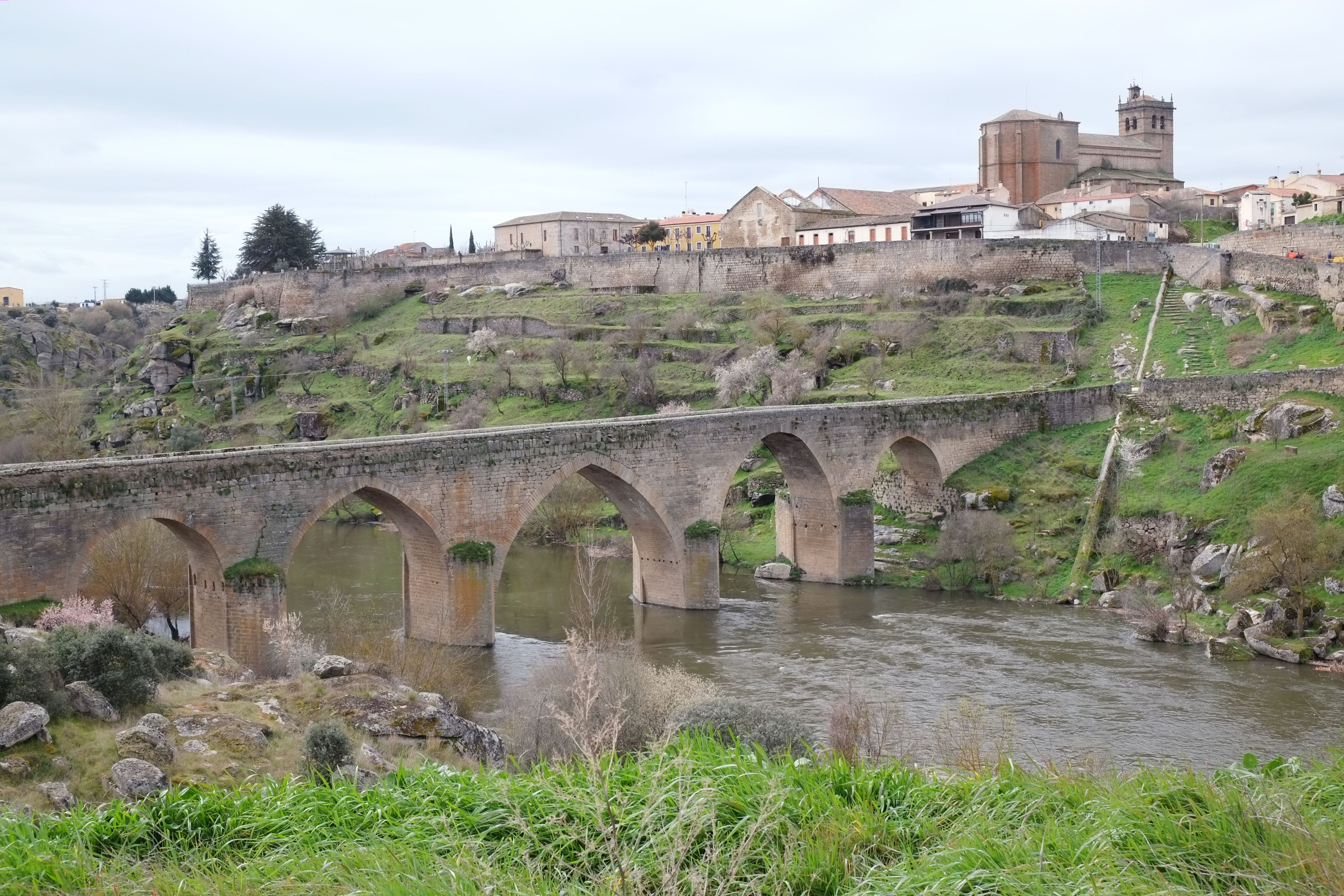
Vista del municipio y del puente de Ledesma, donde el infante Pedro falleció en octubre de 1283. (Provincia de Salamanca).

Y en el testamento que Alfonso X otorgó en Sevilla el día 8 de noviembre de 1282, desheredó al infante Pedro y a sus hermanos Juan y Jaime, e hizo responsable a su hijo Sancho de haber involucrado en la rebelión contra él a dichos infantes, «faziéndoles entender falsedades». Y además de desheredar a dichos infantes el rey los declaró incapacitados para heredar el trono y dispuso que a su muerte el «señorío mayor» de sus reinos, es decir, los «territorios nucleares» del reino de Castilla y León, pasarían a manos de los infantes de la Cerda, aunque también contempló la posibilidad de que si alguno de sus hijos, como el infante Pedro, abandonaban el partido de Sancho podrían recibir algún territorio o señorío.
Algunos autores afirman que el infante Pedro de Castilla ordenó construir un castillo en Almenara de Tormes, aunque Manuel Gómez-Moreno afirmó que fue Sancho de Castilla el de la Paz, que era hijo del infante Pedro, quien a finales del siglo XIII o principios del XIV ordenó edificar esa fortaleza, lo que coincide en parte con lo manifestado por otros autores, que señalan que Sancho es mencionado en un documento de 1315 como el constructor de la fortaleza, y que del primitivo castillo del siglo XII debían quedar pocos restos en su época.
El infante Pedro falleció en Ledesma en octubre de 1283, y algunos historiadores afirman que su muerte tuvo lugar el día 20 de octubre de dicho año, pero otros señalan que ocurrió el día 18 del mismo mes, a pesar de que todos ellos se basan en lo consignado en los Anales toledanos III, donde se recogió la fecha de la muerte de dicho infante. Y Manuel González Jiménez señaló que, hasta el final de su vida, el infante Pedro fue leal, «al menos formalmente», a su hermano Sancho, y en la Crónica de Alfonso X consta que cuando el infante Sancho, que se encontraba en Segovia, fue informado de la muerte de su hermano, se alegró mucho:

Llego ai mandado de como el Infante Don Pedro fu hermano muriera en Ledefma, y plugole ende mucho porque fabia que andava ya por mentir, y que fe quería ir para el Rey fu padre. Y de la tierra que tenia efte Infante Don Pedro, dió una partida della a Don Sancho fu hijo.

## Sepultura

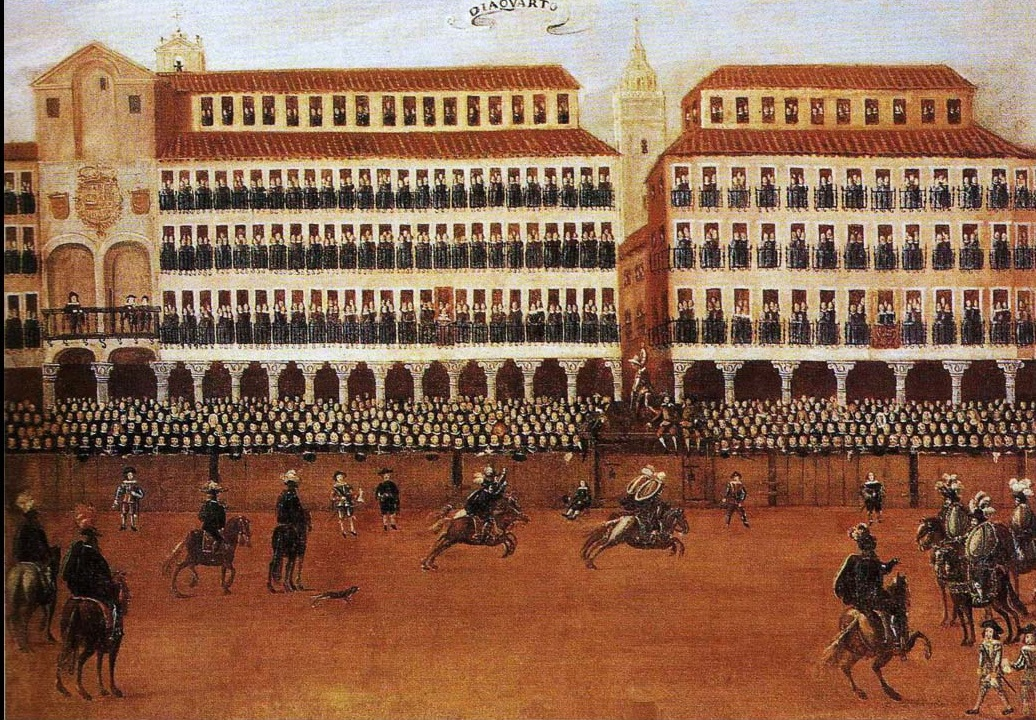
Lienzo de 1656 que representa la fachada principal (a la izquierda de la imagen) del desaparecido convento de San Francisco de Valladolid.

El infante Pedro fue sepultado en el desaparecido convento de San Francisco de Valladolid, que fue desamortizado y demolido en 1837. Y numerosos autores destacan que fue el primer miembro de la familia real castellana en ser enterrado allí, ya que tenía derecho a serlo por ser sus padres los fundadores del convento y los patronos de su capilla mayor en esos momentos. Pero a pesar de ello se desconoce, como señaló el historiador Francisco Javier Rojo Alique, si el infante Pedro solicitó ser enterrado en dicho convento en su testamento, o si fue su madre, la reina Violante de Aragón, la que decidió darle sepultura allí.
Juan Antolínez de Burgos afirmó en su Historia de Valladolid que sobre la tumba del infante Pedro, que estaba colocada en el lado de la Epístola de la capilla mayor de la iglesia conventual, había colocada una inscripción que afirmaba que había fallecido en 1286, pero fray Matías de Sobremonte afirmó que tal inscripción se refería más probablemente a la tumba del conde Pedro Álvarez de las Asturias, que había sido mayordomo mayor del rey Sancho IV y que según la Crónica de éste monarca falleció en Valladolid en 1286 y fue enterrado en el mismo convento, por lo que también Rojo Alique opina que la inscripción correspondería al conde Pedro Álvarez.
En el convento de San Francisco de Valladolid también sería enterrado en 1303 el infante Enrique de Castilla el Senador, que era hijo de Fernando III de Castilla y tío carnal del infante Pedro. El infante Enrique fue sepultado en un primer momento según algunos autores en medio de la iglesia, aunque otros afirman que fray Matías de Sobremonte señaló que sus restos fueron colocados en la misma tumba que los del infante Pedro, que según él reposaban en un arco del lado del Evangelio de la capilla mayor:

...Colocaron su cadáver (el del infante Enrique), en la tumba donde estaban los huesos del Infante D. Pedro su sobrino veinte y tres años había, con que le pudo hacer lugar. I los huesos que hoy se conocen en esta tumba son de dos cuerpos, vno mayor que otro, de que emos hecho experiencia algunas veces.

Sin embargo, Ambrosio de Morales afirmó en 1572 que los restos del infante Pedro fueron trasladados posteriormente a la capilla de los Leones del mismo convento vallisoletano, donde yacían en una «urna alta» que estaba adornada con las estatuas yacentes del infante y de su esposa, Margarita de Narbona, siendo esta afirmación corroborada solamente en otro manuscrito donde se afirma que los infantes Pedro y Enrique yacían enterrados junto a sus esposas. Y el historiador Casimiro González García-Valladolid afirmó en 1902 que los infantes Pedro y Enrique fueron enterrados en el centro de la capilla mayor, y que posteriormente fueron trasladados a unos nichos colocados en la misma cuando Juan Hurtado de Mendoza el Limpio asumió el patronato de la capilla mayor.

## Matrimonio y descendencia

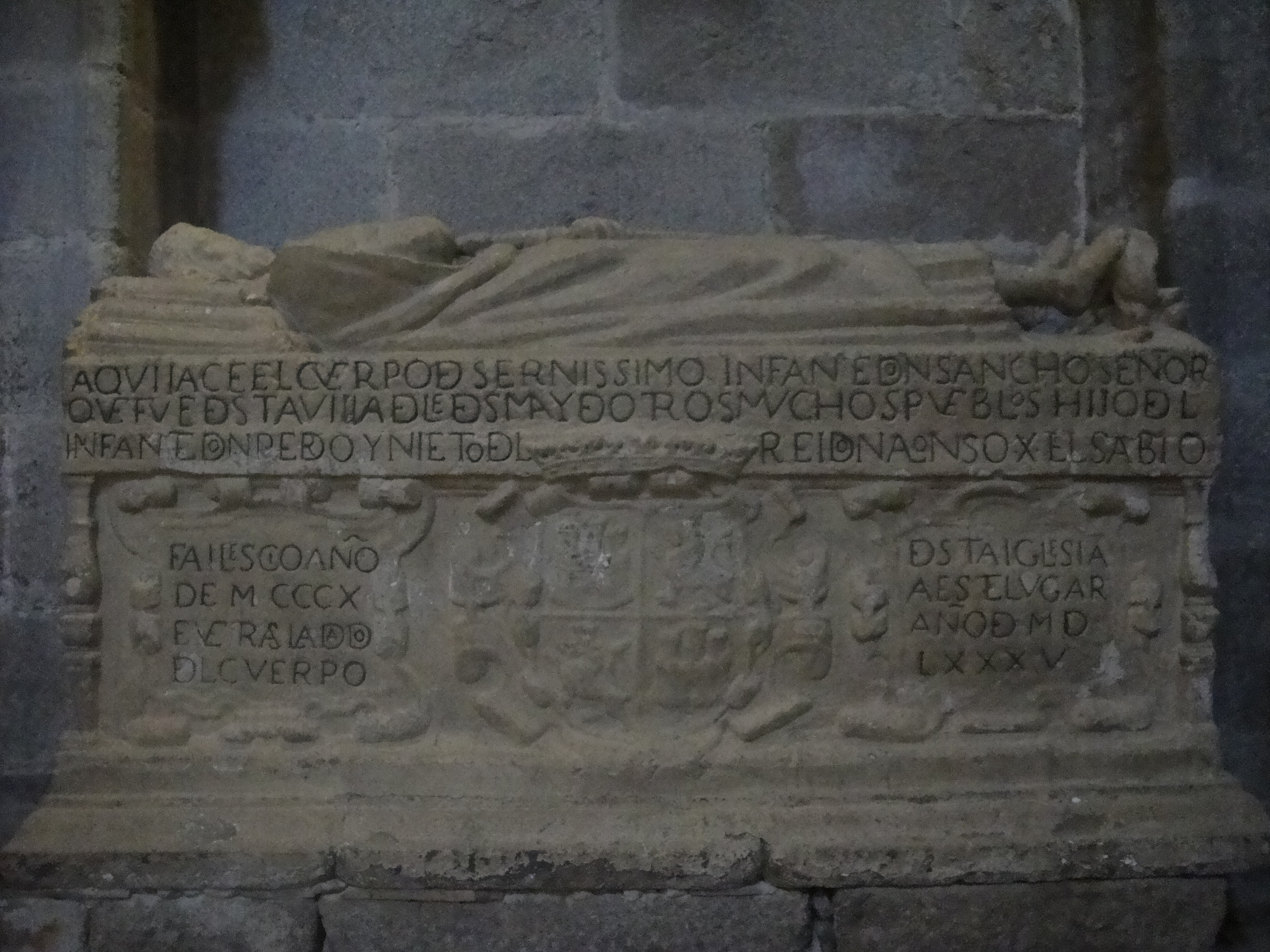
Sepulcro de Sancho de Castilla el de la Paz en la iglesia de Sta. María la Mayor de Ledesma. (Provincia de Salamanca).

Fruto de su matrimonio con Margarita de Narbona, hija de Aimery VI de Narbona, vizconde de Narbona, y de Sibila de Foix (hija de Roger IV de Foix), nació un solo hijo:
- Sancho de Castilla el de la Paz (c.1285-1312). A la muerte de su padre heredó la mayor parte de sus posesiones y pasó a ser señor de Ledesma y de otras muchas villas.[89] Pero cuando Sancho falleció en 1312, todos sus señoríos retornaron a la Corona.[90]

Sin embargo, hay constancia de que el infante Pedro tuvo un hijo ilegítimo llamado Sancho, cuya paternidad algunos atribuyeron a su hijo Sancho, con una dama salmantina de nombre desconocido, y debido a que los dos hermanastros se llamaban Sancho, algunos historiadores les confundieron a ambos en siglos pasados y aún les confunden en la actualidad a pesar de haberse demostrado que fueron dos personas distintas:
- Sancho Pérez de Paz (1280-1314). Manuel Villar y Macías afirmó, aunque sin citar ninguna fuente, que el rey Fernando IV de Castilla le concedió en 1312 el señorío de la calle de los Corrales de la Rúa de Salamanca junto con el de algunas calles adyacentes.[98] Y aunque algunos historiadores afirman erróneamente que la familia Paz de Salamanca desciende de su hermanastro Sancho de Castilla el de la Paz, en la actualidad la mayoría de los genealogistas coinciden en que desciende de este individuo.[99][100]

| Predecesor: fue el primer señor de Ledesma | Señor de Ledesma 1282 – 1283 | Sucesor: Sancho de Castilla el de la Paz |
| Predecesor: fue el primer señor de Cabra   | Señor de Cabra 1279 – 1283   | Sucesor: Sancho de Castilla el de la Paz |